# Jan Nepomucen Lewandowski
Jan Nepomucen Lewandowski (ur. 15 maja 1862 w Radomierzu powiat Wolsztyn, zm. 12 kwietnia 1940 we Wrześni) – Jeden z założycieli Związku Drogistów. Radny i późniejszy przewodniczący Rady Miasta Września.  

## Życiorys
Był synem właściciela gospodarstwa w Radomierzu - Karola Lewandowskiego oraz Rozalii z Grześkowiaków. W wieku około trzydziestu lat rozpoczął karierę zawodową jako drogista. Osiadł we Wrześni, gdzie otworzył „Drogerię pod Murzynem” przy ulicy Sienkiewicza.
W 1897 roku był jednym z kilku założycieli pierwszego polskiego Związku Drogistów. Gdy w 1918 roku Magistrat powołał do życia – mimo toczącej się wojny – Miejską Kasę Oszczędnościową, Lewandowski został członkiem zarządu. Wspierał on powstanie wielkopolskie, którego uczestnikami byli dwaj jego synowie. Wkrótce Lewandowski stanął na czele Miejskiej Rady Ludowej we Wrześni. 24 maja 1919 roku powołano pierwszy zarząd miasta zwany Magistratem, złożony tylko z Polaków. Składał się on z czterech ławników, w tym z J. N. Lewandowskiego. Po ustąpieniu niemieckiego burmistrza, jego funkcję (formalnie jego zastępcy), w okoliczności śmierci dotychczasowego zastępcy, funkcję tę objął Lewandowski. Od 1904 roku był też radnym miejskim. Rada uhonorowała go w 1929 roku, w 25-lecie jego pracy jako radnego, honorowym dyplomem oraz tytułem „starszego radnego”. Ponadto był założycielem i prezesem, a następnie honorowym prezesem Towarzystwa Kupców we Wrześni.
Jan Nepomucen Lewandowski zmarł 12 kwietnia 1940 roku we Wrześni i został pochowany na Cmentarzu Farnym we Wrześni.

## Życie prywatne
W 1890 roku poślubił Marię Fromholz, z którą doczekał się pięciorga dzieci: Józefa (1891–1970), Kazimierę (1893–1972), Zofię (1894–1987), Zbigniewa (1897–1957) oraz Helenę (1901–1963). Najstarszy Józef był powstańcem wielkopolskim, studiował w Lipsku medycynę. Kazimiera wyszła za mąż za Włodzimierza Szajkiewicza, drogistę, który przejął po Lewandowskim drogerię. Zofia była żoną Władysława Fabisa, a po jego śmierci Stanisława Lotza. Zbigniew, powstaniec wielkopolski, był kupcem. Najmłodsza Helena poślubiła kapitana WP Stefana Marcinkiewicza.